# Helobdella wodzickiorum
Helobdella wodzickiorum (П'явка Водзицького) — вид п'явок роду Helobdella з підродини Haementeriinae родини Пласкі п'явки. Названо на честь Войцека Водзинського, американського професора з Університету Аризони.

## Опис
Загальна довжина 12 мм, 1 мм завширшки. Має 1 пару очей на 3 соміті. Основа хобітка розташована між 13 і 14 кільцями. Слинні залози на 14 кільці. Має 2 присоски, що розташовано на самому краю. Нюхальний щиток та залози відсутні на 8 соміті. Шлунковий тракт трубчастий, має сліпу кишку. Еякуляторні протоки входять до атріуму (репродуктивної системи) зверху. Атріум цибулиноподібний, розташовано збоку. Виводкова камера довга йтрубчаста, розташована біля 19 кільця.
Спина строката, блідо-коричнева з білими краями. Черево нерівномірно строкате блідо-коричневого забарвлення.

## Спосіб життя
Воліє до гірських струмків. Зустрічається на висоті до 2260 м над рівнем моря. Доволі активна, рухлива п'явка, що пересувається. Живиться переважно личинками різних комах, а також дрібними хробаками, яких заковтує цілком.

## Розповсюдження
Є ендеміком Чилі, мешкає у центральній частині.